# Olle Schmidt (konstnär)
Olle Schmidt, född 9 april 1960 i Lidingö, är en svensk målare som bor och arbetar i Östergötland, Sverige. Olle Schmidt har studerat vid skolorna Konsthögskolan Valand, Hovedskous målarskola och Lunnevads folkhögskola. Han arbetar främst måleriskt, inom figurativt samtidsmåleri.

## Biografi
Olle Schmidt är sedan konststudierna vid Konsthögskolan Valand (1989-1994), Hovedskous Målarskola (1987-1989), Lunnevads Folkhögskola (1984-1986) och Skogsby Folkhögskola (1983-1984) verksam som konstnär. Han arbetar huvudsakligen i oljefärg på duk inom postmodernt figurativt måleri med inspiration från skräpkultur till gamla mästare som Rembrandt van Rijn. Olle Schmidts många nationella separatutställningar, hans medverkan vid nationella- och internationella samlingsutställningar vittnar om att hans tavlor idag finns representerade i en mängd privata och offentliga konstsamlingar både nationellt som internationellt.

## Konstnärskap
Olle Schmidt arbetar främst med ett figurativt samtidsmåleri i olja (måleri med oljefärg) i en postmodern tradition med estetiska likheter till västerländska samtidsmålare som Dick Bengtsson, Philip Guston, Neo Rauch och Daniel Richter, såväl som till romantiker som tyska Caspar David Friedrich.    
Konstkritikern Bo Borg menar i en artikel i tidskriften Zenit om Olle Schmidt, att: ”Hans stil är en blandning av seriegubbar, blinkningar år konsthistorien, natur och arkitektur. Allt i en surrealistisk blandning”. Olle Schmidt har även - under 1990-, 2000- och 2010-talet - uppfört konstverk (installationer, måleri, fotografi, video) genom samarbeten med andra svenska konstnärer som: Thomas Edetun, Lennart Hagbom, Carsten Hellström, Kaj Johansson och Tim Schmidt.  Olle Schmidts oeuvre består främst av föreställande oljemålningar, men även konstverk uppförda i akvarell och kol samt som videoverk och rumsliga installationer.

## Representation
Olle Schmidts konst återfinns idag representerad i offenliga museer som Göteborgs konstmuseum tillika andra offentliga samlingar, konstmuseer, konstråd,konstföreningar, kommuner och landsting. Olle Schmidts konst är likaså inköpt av privata konstsamlingar i Danmark, Italien, Norge, Sverige och USA.